# Lijst van fruit
Dit is een lijst van soorten fruit.

## A
- aalbes
- aardbei
- aardbeiboom (Arbutus)
- aardbeiguave
- abrikoos
- acerola
- Afrikaanse baobab
- aki
- alibertia
- ambarella
- Amerikaanse mammi-appel
- Amerikaanse persimoen
- ananas
- appel
- appelbanaan
- aprium
- arazá
- atemoya
- avocado
- awarra
- azarole

## B
- babaco (chamburo)
- banaan
- bauno (binjai)
- bergamot
- bergpapaja
- bergzuurzak
- biribá
- blauwe bes
- blauwe bosbes
- blimbing
- bloedsinaasappel
- bosaardbei
- braam
- broodvrucht

## C
- cactusvijg (woestijnvijg)
- cainito
- calamondin
- canistel
- cantaloupe
- carambola (stervrucht)
- cashewappel
- cassabanana
- cherimoya
- chinapeer
- Chinese kumquat
- cili (kastanjeroos)
- citroen
- citrusvrucht
- clementine
- coronilla
- Costa Rica-guave
- cranberry (grote veenbes)
- curuba (bananenpassievrucht, tacso)
- custardappel (ossenhart)

## D
- dadel
- djamboe aer
- djamboe aer mawar
- djamboe bol
- djamboe semarang
- doerian
- druif

## F
- framboos
- feijoa

## G
- gandaria
- gatenplantvrucht
- gele mombinpruim
- genipapo
- goudbes (ananaskers, Kaapse kruisbes)
- granaatappel
- grapefruit
- grosella
- grote bosaardbei
- guave (djamboe kloetoek)

## H
- honingmeloen

## I
- ikakopruim

## J
- jaboticaba
- jackfruit (nangka)
- jakhalsbes
- jambolan
- Japanse wijnbes
- jujube

## K
- kaki
- kapoelasan
- kei-appel
- kepel
- kers
- ketembilla
- kiwano
- kiwi
- knippa
- kokosnoot
- korlan
- kruipbraam
- kruisbes
- kumquat
- kweepeer
- kwini

## L
- langsat
- lijsterbes
- limoen (lime, lemmetje)
- longan
- loquat
- lotusvrucht
- lucuma
- lulo
- lychee

## M
- mabolo
- mamey sapota
- mandarijn
- mangistan
- mango
- marang
- meloen
- Mexicaanse aardkers
- mini-kiwi
- mispel
- moendoe
- moerbei
- moriche

## N
- nance
- nashipeer
- natalpruim
- nectarine
- noni

## O
- olifantsappel
- olijf
- orinoco-appel

## P
- papaja
- papeda
- passievrucht (maracuja, granadilla)
- pawpaw
- peer
- pepino (meloenpeer)
- perzik
- perzikpalm
- pitaja
- pitomba I
- pitomba II
- pluot
- pomelo
- pompelmoes
- prachtframboos
- prachtige mango
- pruim

## R
- ramboetan
- rijsbes
- rode bes
- rode bosbes
- rode moerbei
- rode mombinpruim
- rozenbottel

## S
- salak
- santol
- sapodilla
- satsuma
- schroefpalm
- sharonfruit
- sinaasappel
- slijmappel
- soncoya
- stervrucht
- stinkende mango
- stranddruif
- Surinaamse kers
- sweetie
- switbonki

## T
- tamarillo (boomtomaat)
- tjampedak
- tomaat
- tomatillo

## U
- ugli

## V
- vijg
- vlierbes

## W
- wampi
- witte bes
- witte moerbei
- witte zapote
- watermeloen

## Y
- yang mei

## Z
- zoete kers
- zoete passievrucht
- zoetzak (suikerappel)
- zure kers
- zuurzak (guanábana)
- zwarte bes (cassis)
- zwarte moerbei
- zwarte zapote